# 앙투안 톰슨 다라스트

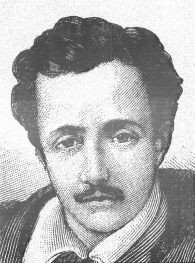

앙투안 톰슨 다라스트(Antoine Thomson d'Abbadie, 본명: 앙투안 톰슨 다바디 다라스트, Antoine Thomson d'Abbadie d'Arrast, 1810년 1월 3일 – 1897년 3월 19일)는 아일랜드 태생의 프랑스 탐험가, 지리학자, 민족학자, 언어학자 및 천문학자로, 19세기 초 에티오피아 탐험으로 유명했다. 여행에 동행한 아르노-미셸 다바디의 형이었다.